# Wilde Karde
Die Wilde Karde (Dipsacus fullonum L., Synonym: Dipsacus sylvestris Huds.) ist eine Pflanzenart, die zur Unterfamilie der Kardengewächse (Dipsacoideae) gehört.
Der Name Dipsacus kommt aus dem griechischen dipsa für Durst: Nach Regen sammelt sich in den Trichtern der Stängelblätter das Wasser, das Vögel oder Wanderer trinken können.

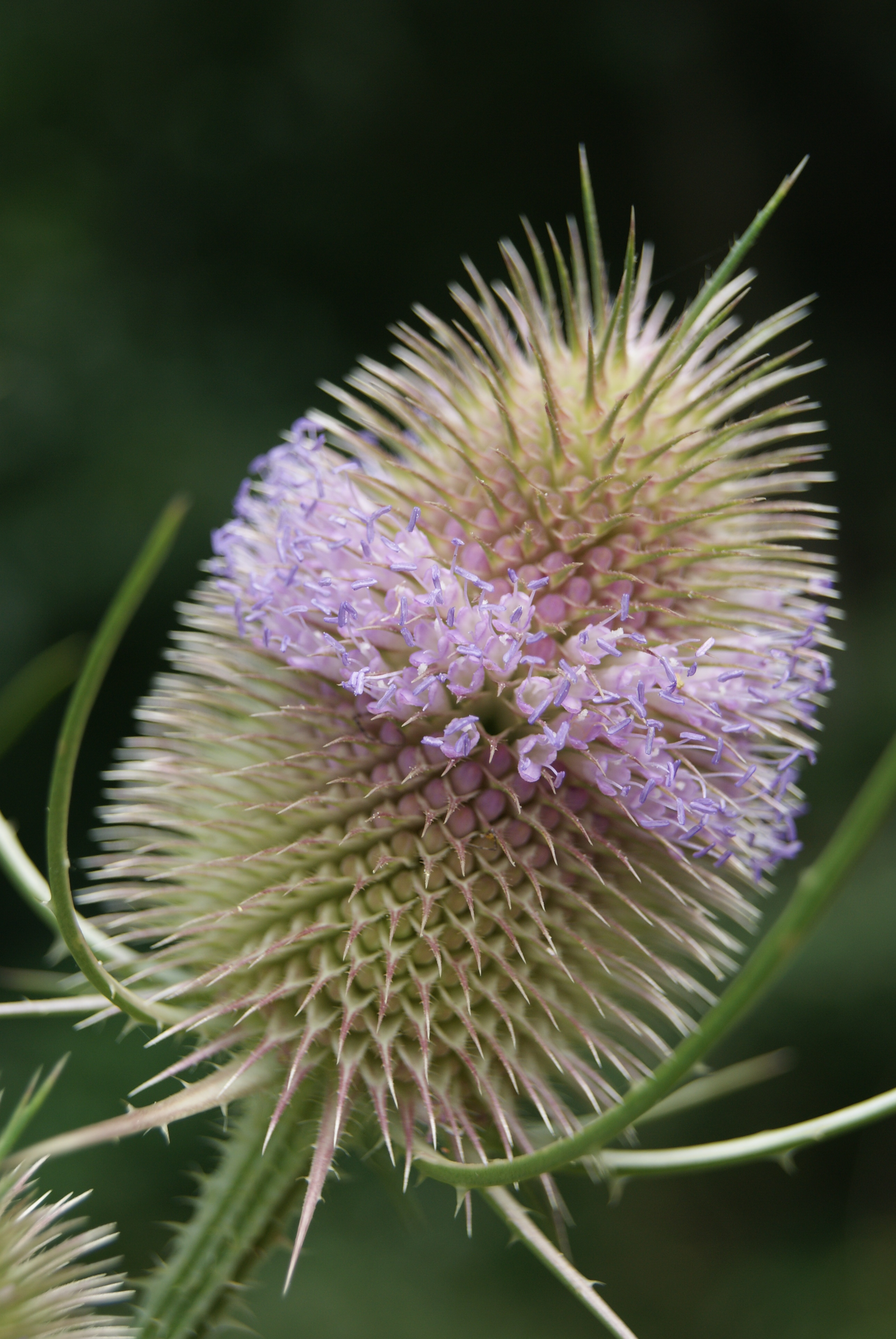
Blütenstand

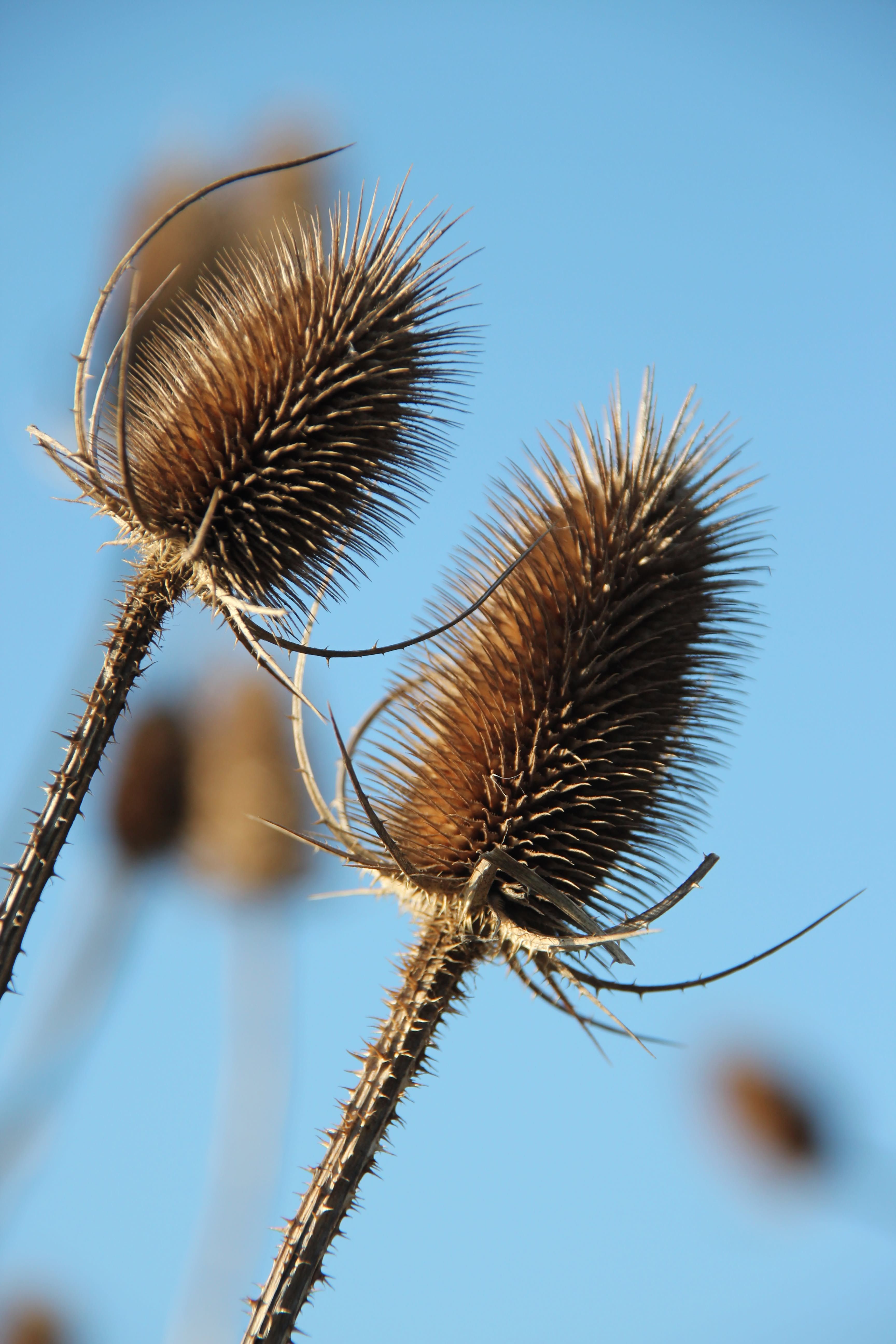
Wilde Karde im Februar

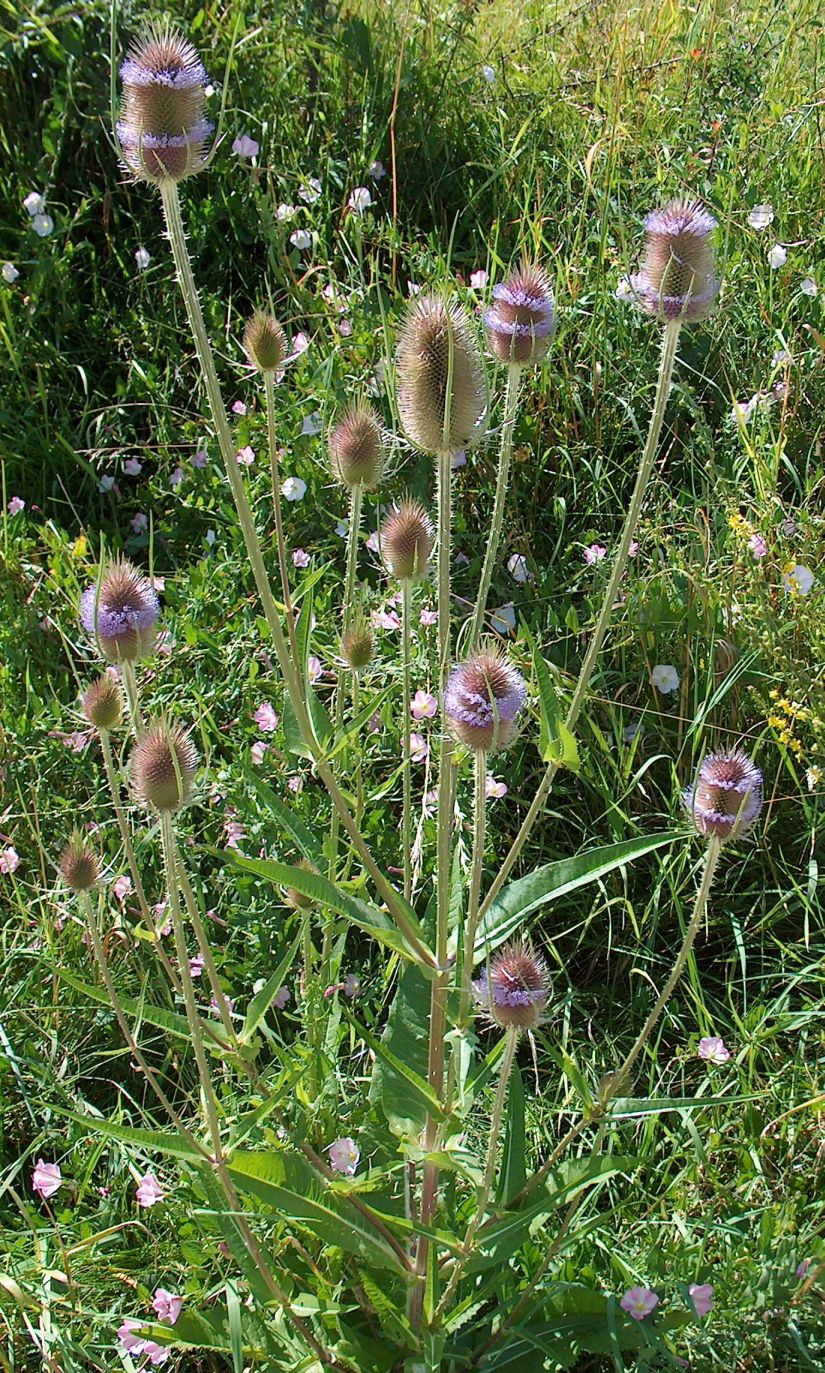
Wilde Karde (Dipsacus fullonum). Man kann deutlich die zwei Reihen geöffneter Blüten erkennen.

## Beschreibung

### Vegetative Merkmale
Die Wilde Karde ist eine auffallend große, zweijährige, krautige Pflanze, die Wuchshöhen von bis zu 2,0 (2,6) Meter erreicht. Die Pflanze ist stachelig, wobei die Stacheln 1–5 Millimeter lang sind. Im ersten Jahr bildet die Wilde Karde eine grundständige Blattrosette. Deren kurzgestielte Grundblätter sind breit-lanzettlich bzw. verkehrt-eilänglich und bis 30 Zentimeter lang. Bis auf ihren Blattrand, der gewimpert ist, sind die Grundblätter kahl. Besonders ihre Oberseiten tragen einzelne Stacheln. Im zweiten Jahr bildet sich der Blütenstängel, wobei die Grundblätter zur Blütezeit abgestorben sind. Der Stängel ist kahl, besitzt stachelige Kanten und ist im oberen Bereich ästig.  Die ungeteilten Stängelblätter sind länglich-lanzettlich, laufen spitz zu und sind kahl. Ihr Blattrand ist gekerbt bis gesägt oder ganzrandig (vor allem im oberen Bereich des Stängels). Die Stängelblätter sind kreuzgegenständig angeordnet und im unteren Bereich des Stängels an ihrer Basis paarweise, tütenförmig zusammengewachsen. Ihr Hauptnerv (Mittelnerv) ist auf der Unterseite mit Stacheln besetzt.

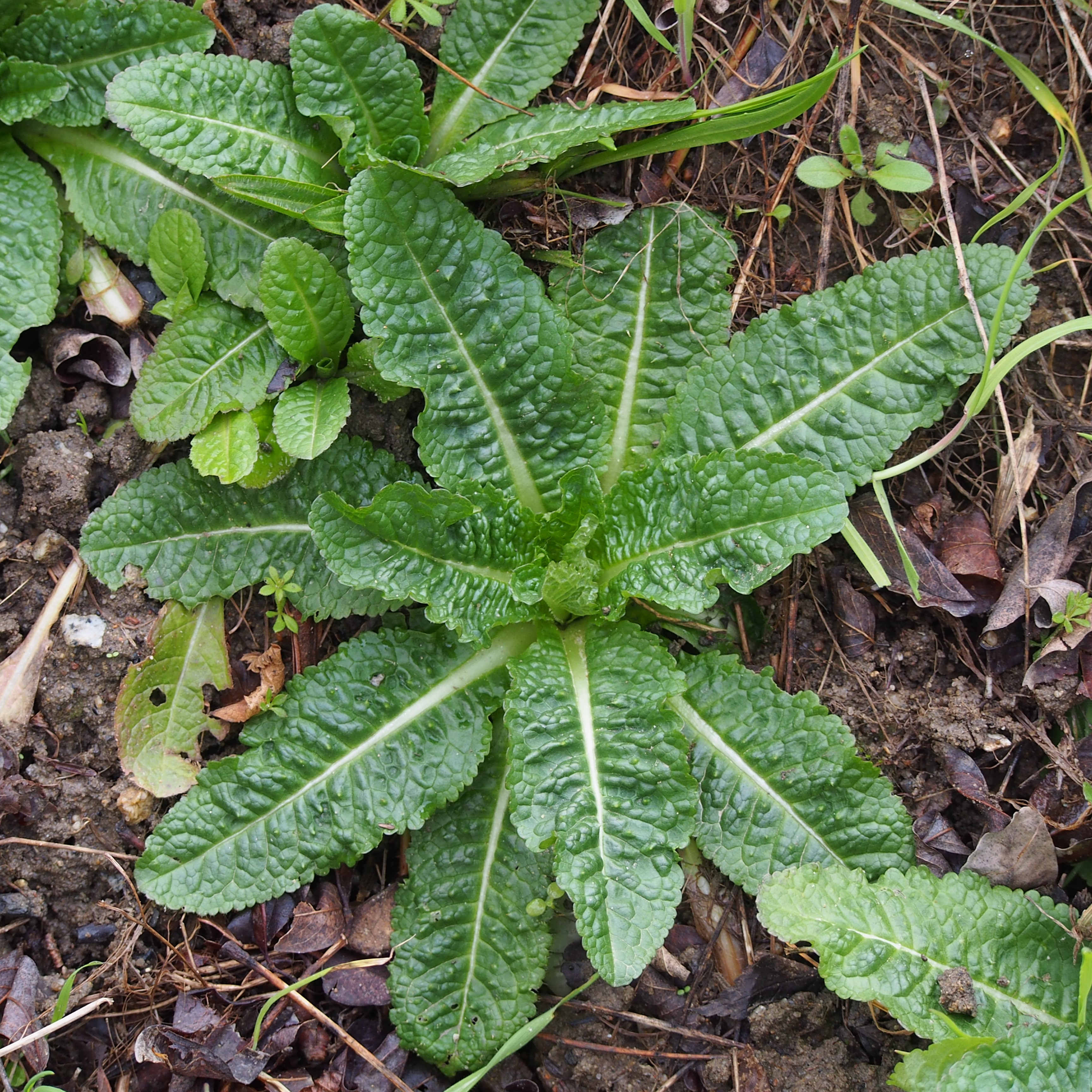
Blattrosette (erstes Jahr)
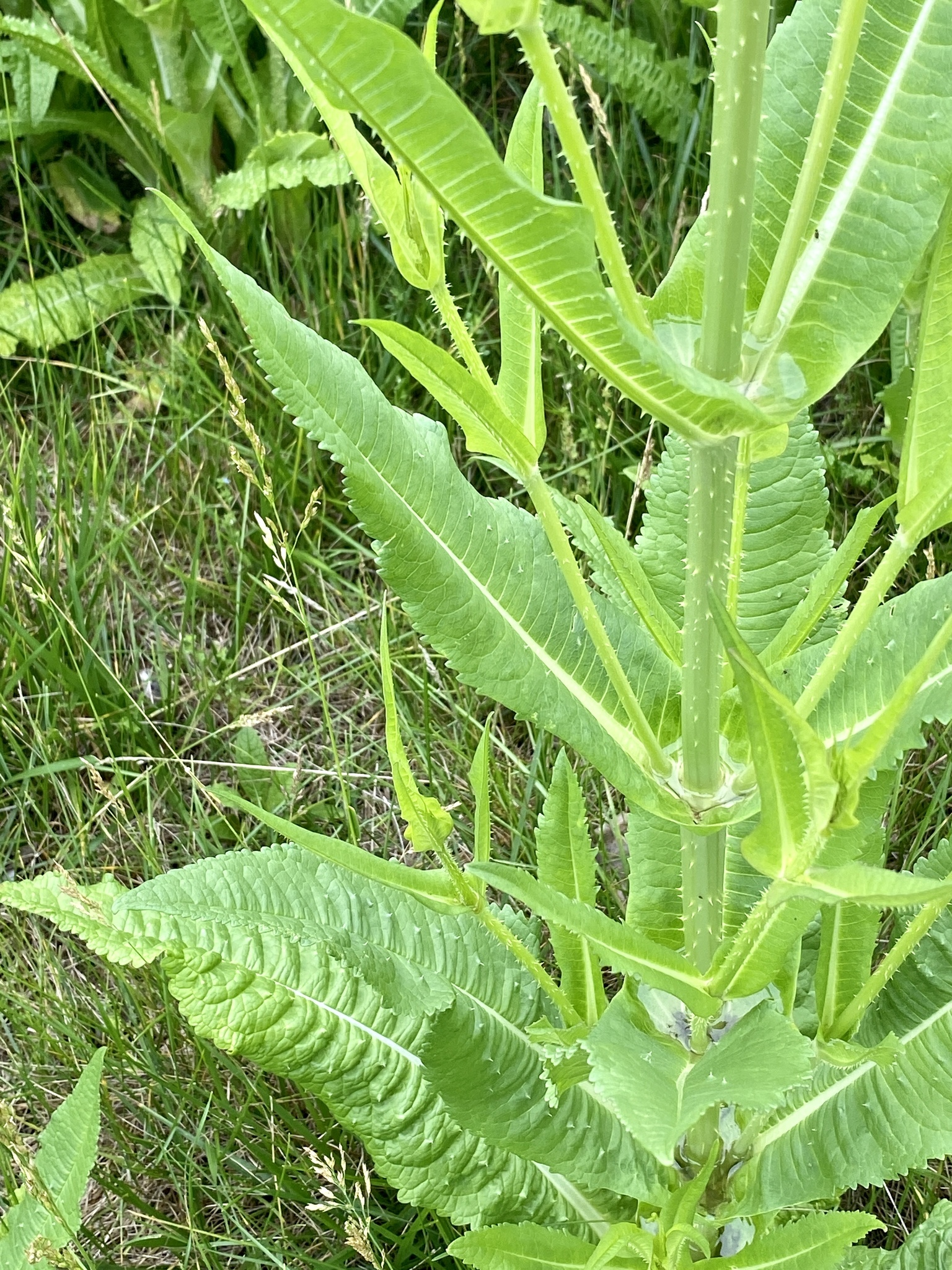
Stängelblätter
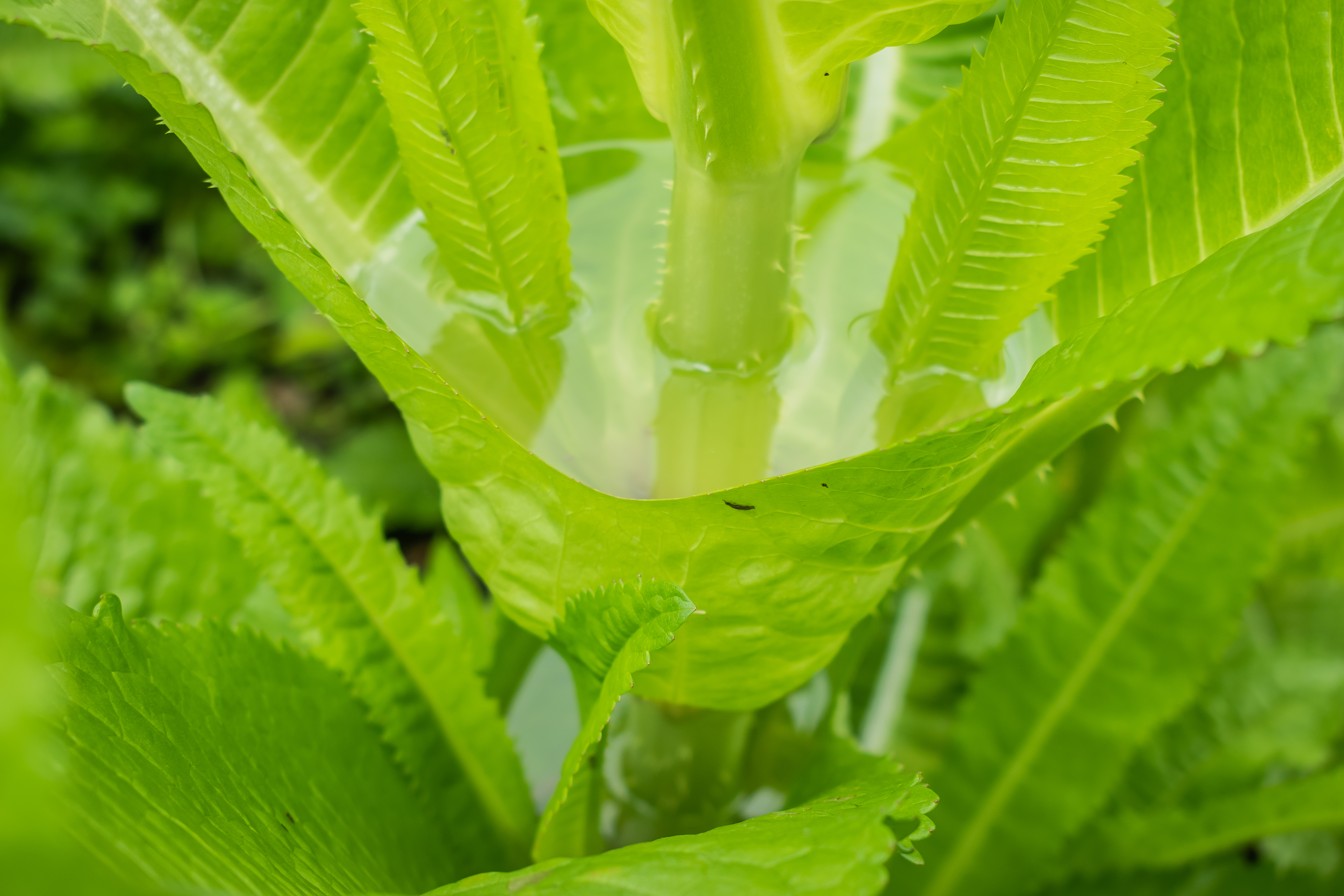
Zusammengewachsene Stängelblätter
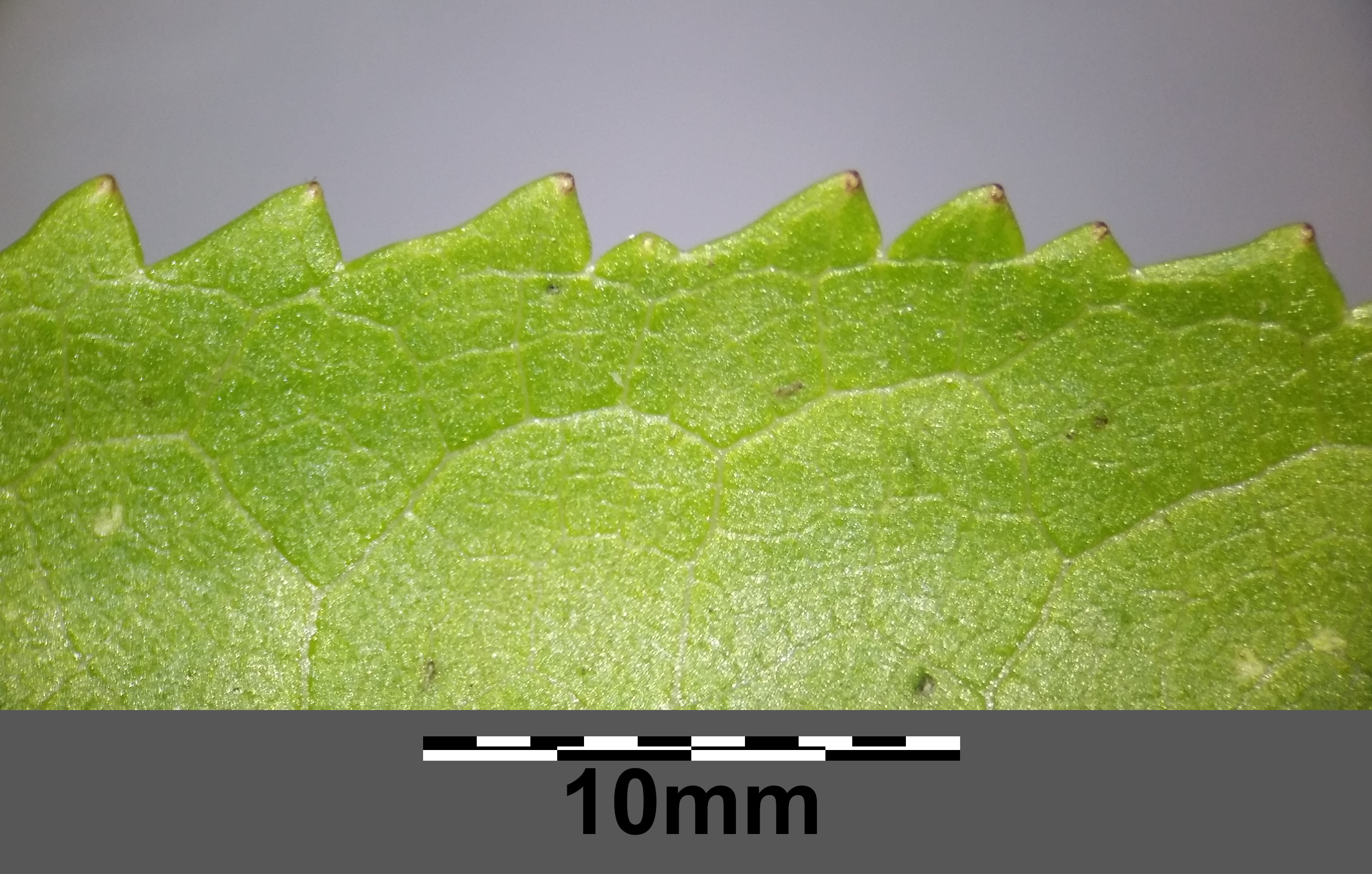
Blattrand
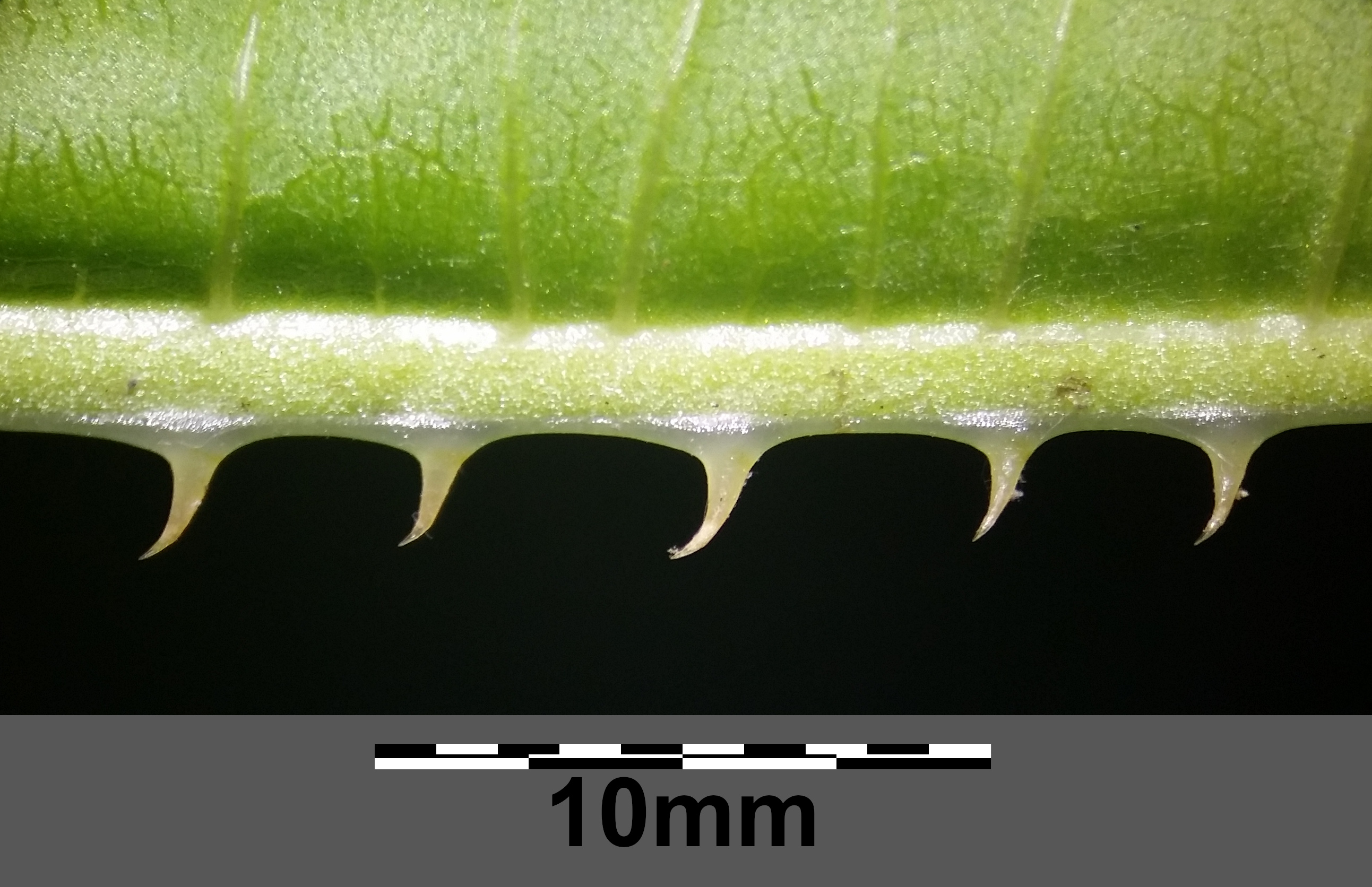
Stacheliger Mittelnerv eines Blatts
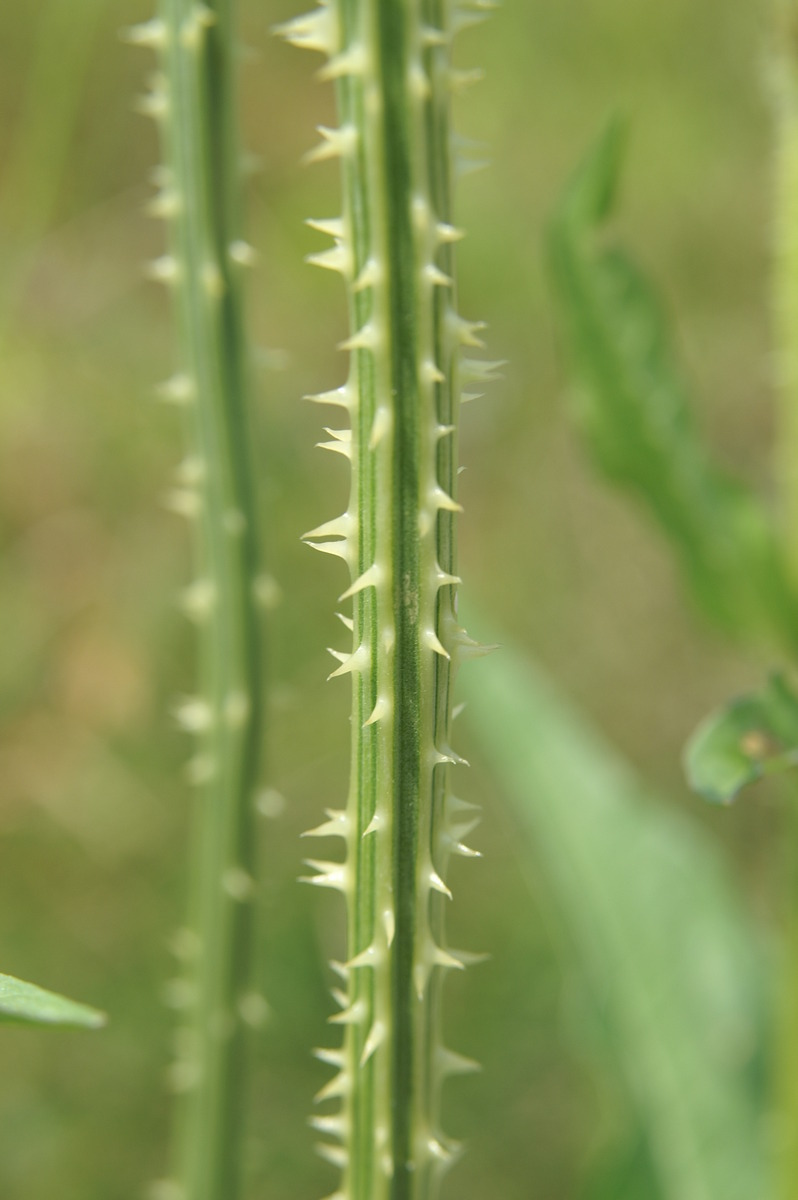
Stacheliger Stängel

### Generative Merkmale
Die Blütezeit reicht von Juli bis August. Die bei einer Länge von 5 bis 8 cm eiförmig-länglichen, köpfchenförmigen Blütenstände sind an ihrer Basis von linealen, kahlen mit Stacheln besetzen, auffallend unterschiedlich langen Hüllblättern umgeben. Diese sind bogig aufsteigend, wobei die längeren dieser Hüllblätter das Köpfchen überragen können. Die zwittrigen, 4-zipfligen Blüten sind violett, selten weiß. Die vier violetten Kronblätter sind röhrenförmig verwachsen, wobei die Kronröhre 9–11 Millimeter lang ist. Die stechenden Deckblätter (Spreublätter) sind länger als die Blüten. Sie sind gewimpert und laufen in eine gerade, biegsame Spitze aus.
Die vom Kelch gekrönten Früchte sind häutige, einsamige Nüsse (Achänen).
Die Chromosomenzahl beträgt 2n = 16 oder 18.

## Ökologie
Die Wilde Karde ist eine zweijährige Halbrosettenpflanze. Man nennt sie Zisternenpflanze, weil die gegenständigen, unten verwachsenen Blätter ein Wassersammelbecken (Phytotelm) bilden. Deren Funktion wird als Aufkriechschutz gegen Ameisen interpretiert. Möglicherweise stellt Insektenfang und Ansiedlung von Kleinlebewesen eine zusätzliche Stickstoffversorgung dar.
Blütenökologisch handelt es sich um „Körbchenblumen“. Die Entfaltung der Blüten geht von der Mitte des Blütenstandes aus und schreitet sowohl nach oben wie nach unten fort. Deshalb sieht man oft zwei Reihen von offenen Blüten; die dazwischen sind schon abgeblüht. Die Blüten sind vormännlich, mit einer 1 cm langen engen Röhre und herausragenden Narben und Staubbeuteln. Die Blüten werden reichlich von Insekten besucht. Der Nektar ist nur für langrüsselige Hummeln und Schmetterlinge erreichbar. Auch Selbstbestäubung ist erfolgreich.
Die Wilde Karde ist ein typischer  Tierstreuer; ihre Pflanzenteile, insbesondere die Fruchtstände, bleiben am Fell vorbeiziehender Tiere hängen und werden, unterstützt von den elastischen Deckblättern, durch den Rückschlag der ganzen Pflanze meterweit fortgeschleudert. Aber auch der Wind und bestimmte Vogelarten, wie z B.der Stieglitz, verbreiten die Samen der Wilden Karde, wenn die Pflanzen im September oder Oktober die Fruchtreife erreichen. Die in den Fruchtstände befindlichen Samen sind dann soweit gereift, dass sie unter günstigen Bedingungen keimen können.

## Vorkommen
Die Wilde Karde oder Weberkarde (lateinisch auch Labrum veneris oder Virga pastoris genannt) stammt aus dem Mittelmeerraum und ist in Deutschland als Archäophyt zu betrachten. Die Pflanzenart ist in Bayern, Baden-Württemberg, Rheinland-Pfalz, Nordrhein-Westfalen, Hessen, Thüringen, Sachsen, Sachsen-Anhalt und Süd-Niedersachsen verbreitet. Sie kommt zerstreut auch in Nord-Niedersachsen, Mecklenburg-Vorpommern, Schleswig-Holstein und Brandenburg vor. Im Bergland ist sie selten. In den Allgäuer Alpen steigt sie bis zu einer Höhenlage von 1100 Metern auf. In der Schweiz ist die Wilde Karde im Mittelland und im Jura heimisch, in den Alpen nur in den unteren Lagen der Haupttäler.
Ursprüngliche Vorkommen besitzt die Art in Marokko, Algerien, Tunesien, Portugal, Spanien, Frankreich, Italien, Slowenien, Sardinien, Korsika, Sizilien, Malta, auf der Balkanhalbinsel, in Irland, Großbritannien, Deutschland, Tschechien, Slowakei, Österreich, Ungarn, Polen, Belgien, Niederlande, Schweiz, Rumänien, Moldawien, Ukraine, in der Türkei, Syrien und im Libanon, aber auch im Kaukasusraum und in Georgien. In Australien, Neuseeland, in Nordamerika, Bolivien, Ecuador, Uruguay und Argentinien ist sie ein Neophyt, eine Pflanze, die sich in Gebieten ansiedelt, in denen sie zuvor nicht heimisch war.
Die Wilde Karde ist in wärmeren Gebieten insbesondere auf Überschwemmungsflächen, an Ufern, Wegen, auf Weiden und in Ruinen sowohl in den Niederungen als auch im Hügelland zwischen Juli und Oktober anzutreffen. Sie ist in Mitteleuropa eine Charakterart der Klasse Artemisietea.
Die ökologischen Zeigerwerte nach Landolt et al. 2010 sind in der Schweiz: Feuchtezahl F = 3+w (feucht aber mäßig wechselnd), Lichtzahl L = 4 (hell), Reaktionszahl R = 4 (neutral bis basisch), Temperaturzahl T = 4+ (warm-kollin), Nährstoffzahl N = 4 (nährstoffreich), Kontinentalitätszahl K = 3 (subozeanisch bis subkontinental).

## Inhaltsstoffe und Volksheilkunde
Die Wilde Karde enthält das Glykosid Scabiosid, Terpene, Kaffeesäureverbindungen, organische Säuren, Glucoside und Saponine.
Im Mittelalter wurden Zubereitungen aus der Wurzel der Karde äußerlich bei Schrunden und Warzen verwendet. In der Volksheilkunde wird die Wurzel gegen Gelbsucht und Leberbeschwerden, Magenkrankheiten, kleine Wunden, Gerstenkörner, Fisteln, Hautflechten und Nagelgeschwüre empfohlen. Wolf-Dieter Storl führte die Pflanze zur Behandlung von Borreliose ein, bisher kaum mit wissenschaftlichen Belegen für die Wirksamkeit. Die Behauptung, getrocknete Pflanzen würden einen wasserlöslichen Farbstoff liefern, der als Ersatz für Indigo diente, wird weder durch einschlägige Färbeliteratur gestützt noch kann sie experimentell nachvollzogen werden.

## Handwerkliche und technische Anwendung
Die stacheligen Blütenköpfe der Weberkarde wurden früher von Webern zum Aufrauen von Wollstoffen benutzt. Dieser Vorgang ist nicht zu verwechseln mit dem Kardieren, bei dem die Rohwolle für das Spinnen vorbereitet wird, was heute maschinell geschieht.
Die getrockneten Blütenköpfe werden manchmal in der Floristik als dekoratives Element in Blumengestecken eingesetzt. Dafür können diese auch gefärbt werden.

## Trivialnamen
Für die Wilde Karde (lateinisch früher cardo genannt) bestehen bzw. bestanden auch die weiteren deutschsprachigen Trivialnamen: Agaleia (althochdeutsch), Ageleia (althochdeutsch), Ageley (althochdeutsch), Agelia (althochdeutsch), Agen (althochdeutsch), Aichdam, Bubenstral, Caerde (mittelniederdeutsch), Carde (mittelniederdeutsch), Cart (mittelniederdeutsch), Chart (althochdeutsch), weis Distelen, Färberkarte (Schweiz), Folderskarten, Frau Venus Bad, Gart (mittelhochdeutsch), Garten (mittelhochdeutsch), Hausdistel, Hirtenstab, Immerdurst, Karde, Karden, Kardel (Österreich), Karden, Karp (mittelhochdeutsch), Kart (mittelhochdeutsch), Karta (althochdeutsch), Karten, Kartendisteln, Kartenkrut, Karth (mittelhochdeutsch), Karthe (mittelhochdeutsch), Klette, Roddistel (mittelhochdeutsch), Rotdistel (mittelhochdeutsch), Rottdistel (mittelhochdeutsch), Schuttkarde, güldin Skepter, Sprotdistel (mittelhochdeutsch), Strohle (Schweiz), Strumpfhosenkratzerli (Luzern), rott Tistel (mittelhochdeutsch), Tuchkart (bereits 1515 erwähnt), Venusbad, Walkerdistel (Schlesien), Wandkart, Weberdistel, Weberkarten (Schweiz), Wullkarten (Bremen), Zeisel (mittelhochdeutsch) und Zeisela (mittelhochdeutsch).

## Galerie

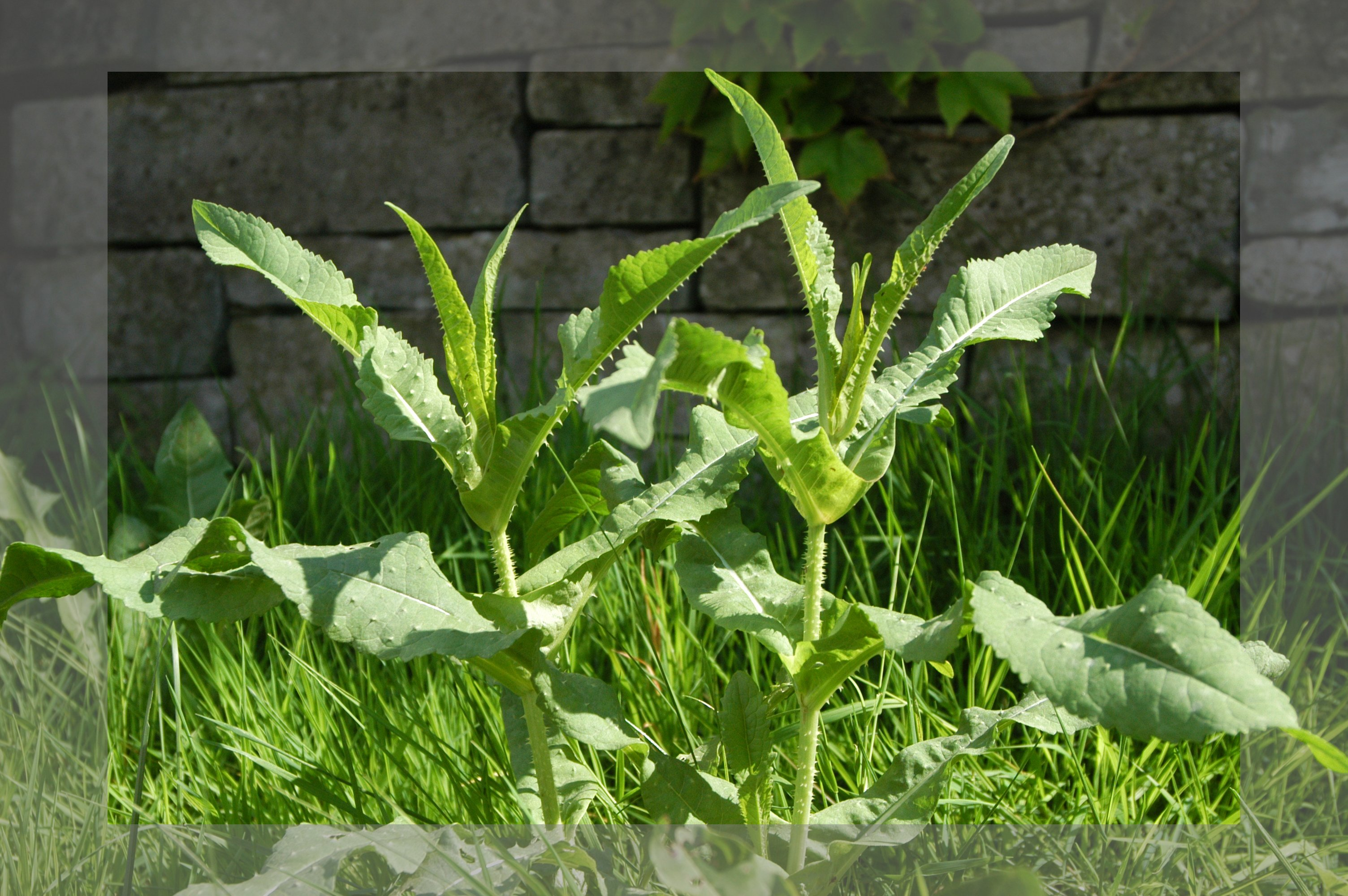
Junge Karde
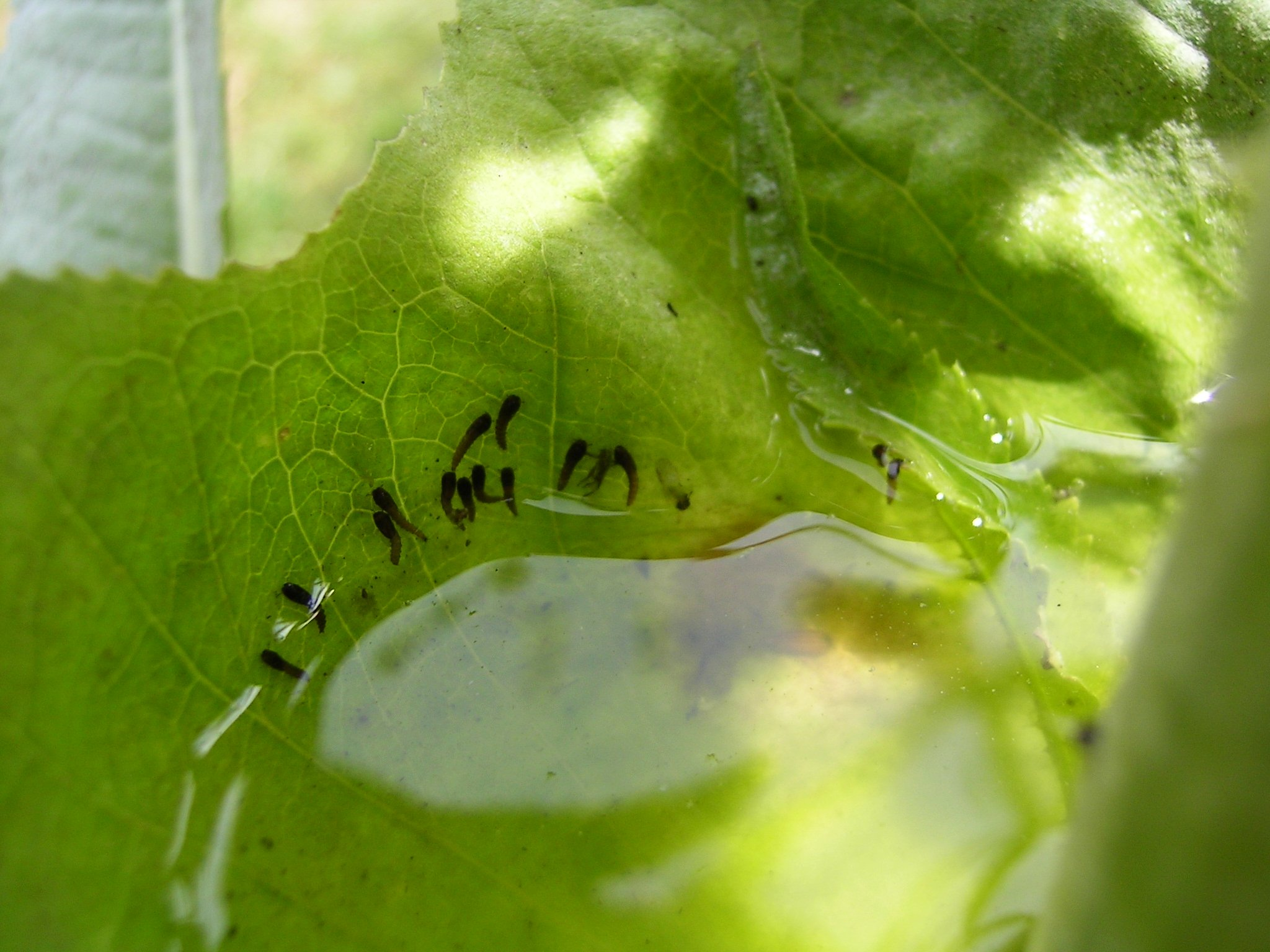
Fliegenlarven im Wasser.
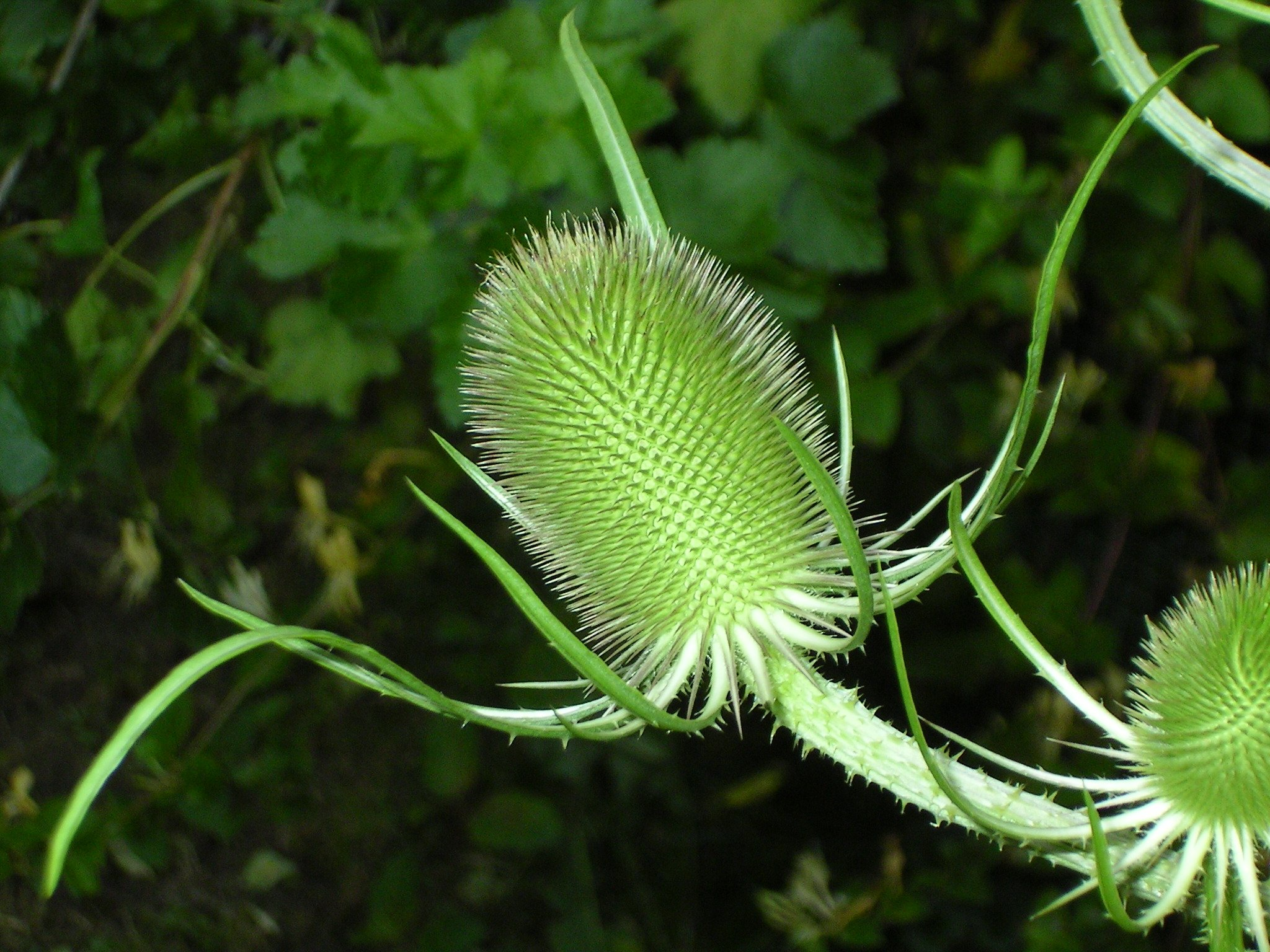
Blütenstand vor dem Aufblühen
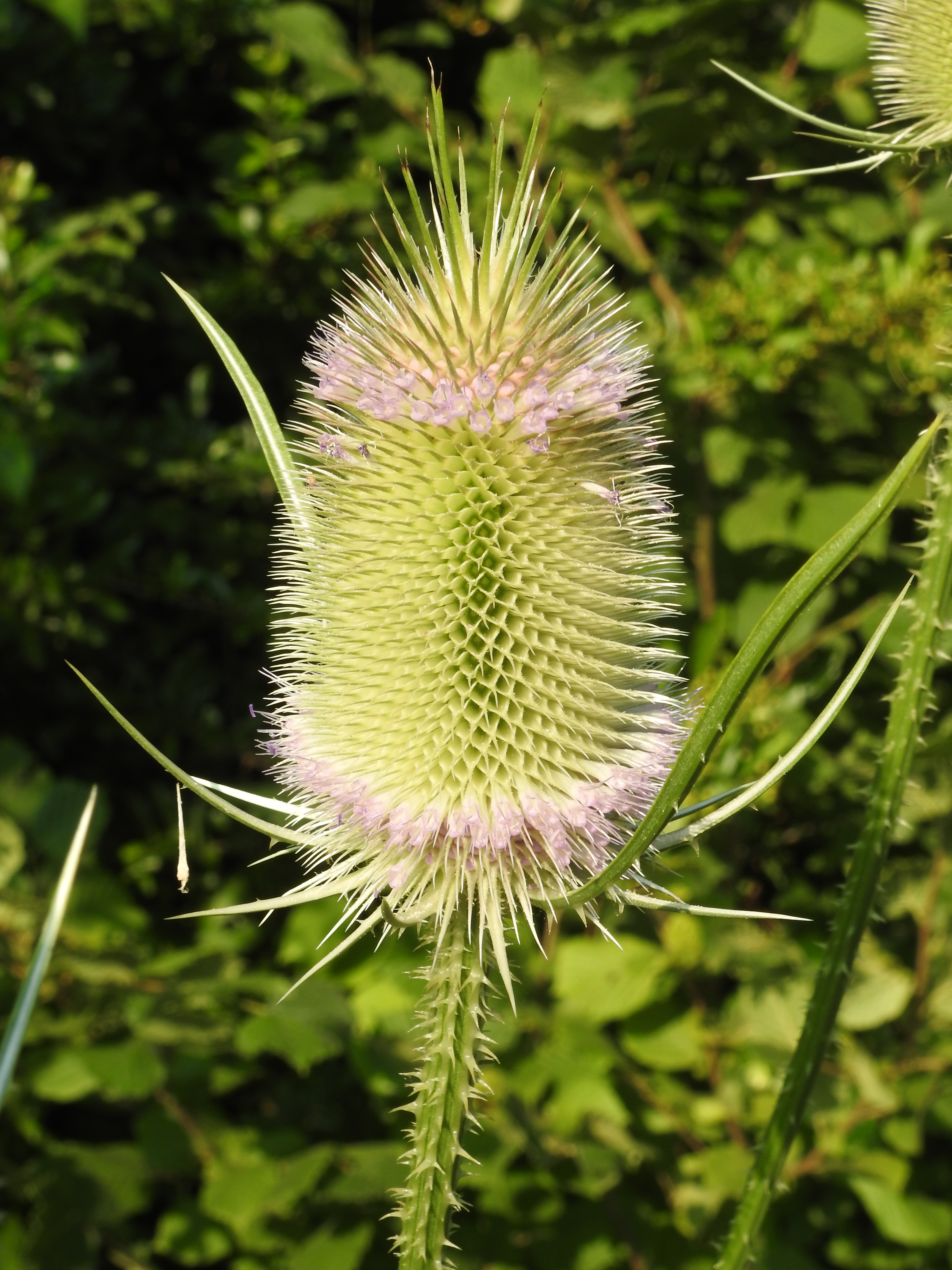
Wilde Karde (Dipsacus fullonum) im Abblühen
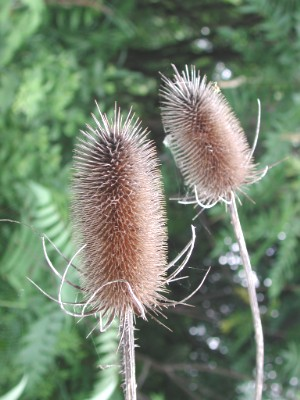
Wilde Karde Anfang Juli am Mittelrhein
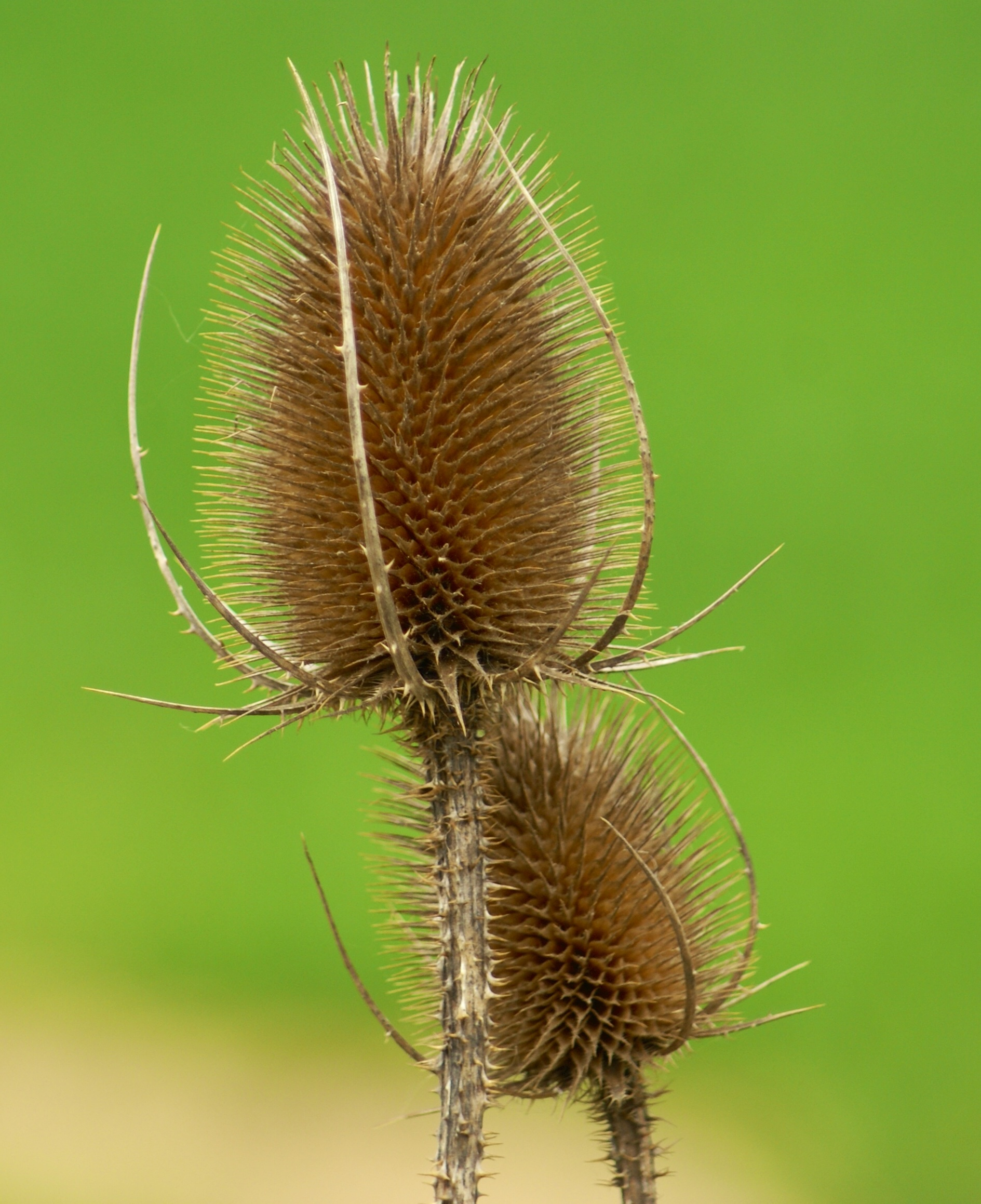
Trockener Blütenstand im April